# Tobias Churton
Tobias Churton is een Engels auteur en filmmaker. Hij studeerde enige tijd theologie in Oxford. Churton toont grote belangstelling voor esoterie en aanverwante onderwerpen. Hij koestert grote sympathie voor de gnosis, in het bijzonder de gnostiek, en is verder een druk vrijmetselaar. Volgens Churton is de gnosis de werkelijke kern van het christendom. Hij kan tot de hedendaagse neognostieke stroming gerekend worden.
Churton maakte enkele films over magie en esoterische onderwerpen. Enige bekendheid verwierf hij met een film over de gnosis. Churton is oprichter en redacteur van het blad "Freemasonry Today" (Vrijmetselarij Vandaag). 

## Werk
boeken:
- The Golden Builders: Alchemists, Rosicrucians, and the First Freemasons
- Gnostic Philosophy: From Ancient Persia to Modern Times
- Magus: The Invisible Life of Elias Ashmole

film:
- Fama Fraternitatis: The true story of the Rosicrucians